# Gray Maynard
Bradley Gray Maynard, född 9 maj 1979 i Phoenix, är en amerikansk MMA-utövare som sedan 2007 tävlar i organisationen Ultimate Fighting Championship.